# Мітельшпіль (роман)
Мітельшпіль (англ. Middlegame) — це науково-фантастичний роман жахів 2019 року, написаний американською письменницею Шонан Макґвайр. Книга отримала високу оцінку критиків, вигравши премію «Локус» 2020 року за найкращий фантастичний роман і потрапивши до номінації на премію «Г'юго» 2020 року за найкращий роман.
Друга книга, «Сезонні страхи» (англ. Seasonal Fears), була випущена у 2022 році, а третя, «Припливні створіння» (англ. Tidal Creatures) випущена 2024 року. Наступні книги заплановані на 2026 і 2028 роки. Серія також пов'язана з серією «The Up-and-Under», яку Макґвайр пише під псевдонімом А. Дебора Бейкер.

## Сюжет
Алхімік Джеймс Рід намагається створити людське втілення Доктрини Етосу, фундаментальної сили всесвіту. Він створює близнюків Роджера і Доджер, дітей-продиджі, які мають надзвичайні здібності до мови і математики відповідно. Діти встановлюють між собою телепатичний зв'язок ще в дитинстві. Пізніше вони возз'єднуються в університеті Берклі під час навчання в аспірантурі. Ерін, ще одна істота, створена Рідом, є сусідкою по кімнаті Доджер. Вона таємно виконує накази Ріда, але ненавидить його за те, що він убив її брата-близнюка Даррена.
Коли Роджер приїжджає додому на День подяки, він знаходить дитячий малюнок, де зображений разом із Доджер, хоча той не повинен існувати. Ерін наказує йому скинути часову лінію. Доджер використовує свої здібності, щоб повернути їх назад у часі, стираючи всі спогади про цю подію. Виявляється, що Роджер і Доджер вже тисячі разів перезапускали часову лінію, не даючи Ріду їх знищити. Близнюки досліджують свої сили і випадково провокують потужний землетрус, який руйнує значну частину Берклі. Наляканий Роджер залишає сестру.
Через роки Роджер стає професором і зустрічається з Ерін. Рід наказує Ерін убити Роджера. Ерін бунтує і допомагає Роджеру втекти. Часові лінії починають зливатися, коли Роджер і Доджер починають спілкуватися одне з одним із їхніх альтернативного минулого та майбутнього. Роджер і Доджер знову возз'єднуються біля лазень Сутро, досліджуючи свої реальність-змінювальні сили. В Доджер стріляють, і вона майже вмирає. Ерін і Рід гинуть у фінальній сутичці. Роджер і Доджер вирішують краще вивчити свої здібності й домовляються, що одного разу вони знову спробують знайти часову лінію зі щасливішим фіналом.

## Передумови
В інтерв'ю для Публічної бібліотеки Лос-Анджелеса Шонан Макґвайр розповіла, що натхненням для написання «Мітельшпіль» стала пісня «Doctrine of Ethos» доктора Мері Кроуелл. У бесіді з «Den of Geek» Макґвайр також зазначила, що її надихнула філософія піфагорійців, які вважали, що всесвіт складається виключно з математики та мови. Вона хотіла дослідити ідею «втілення космічних сил», щоб зробити їх «ближчими до розуміння».

## Відгуки

### Рецензії
Журнал Paste назвав Мітельшпіль «розумною та креативною» із «запам'ятовувано загрозливими» антагоністами, порівнюючи її із творчістю Лева Ґроссмана. NPR вважав образ Джеймса Ріда «дещо пласким», додавши, що він і його помічниця Лі є «карикатурними лиходіями з клішованою ненавистю та жагою помсти», однак загалом похвалив «складну структуру» роману, яка вимагає уважного читання. Водночас зазначалося, що завдяки «вмінню Макґвайр (…) вона ніколи не здається надмірно заплутаною».
«Publishers Weekly» описав роман як «по-справжньому інноваційний», «захопливий» і створений автором із «винятковою майстерністю», наголошуючи, що змінюваний хронологічний сюжет вимагає від читачів уважності.
Kirkus Reviews назвав книгу «захопливою, емоційно резонуючою та інтелектуальною», порівнявши її з романом Втеча на Відьмину гору (англ. Escape to Witch Mountain) для дорослих. Проте рецензенти відзначили, що «не зовсім зрозуміло», як саме працює план Ріда та чому його послідовники вірять, що він поділиться з ними владою..
Супутній роман «Сезонні страхи» також отримав позитивну критичну оцінку. «Publishers Weekly» похвалив стосунки між Гаррі та Мелані, назвавши роман «гідним, високоінтелектуальним і повністю задовільним розширенням міфології Мітельшпіль».

### Нагороди
«Kirkus Reviews» і «Publishers Weekly» включили Мітельшпіль до списків найкращих науково-фантастичних і фентезійних романів 2019 року. Журнал «Locus» додав книгу до рейтингу найкращих фентезійних творів року.
Наступного року роман здобув премію «Локус» за найкращий фентезійний роман і премію «Alex Award», а також став фіналістом премії «Г'юго» 2020 року за найкращий роман.

## Пов'язані твори
Мітельшпіль містить кілька уривків із вигаданого дитячого роману «За Вудвардською стіною» (англ. Over the Woodward Wall), нібито написаного вигаданим алхіміком XIX століття А. Деборою Бейкер. Повна версія «За Вудвардською стіною» (написана Макґвайр) була опублікована в жовтні 2020 року. Цей перший роман із серії «The Up-and-Under» отримав продовження під назвою «Вздовж Солоноводного моря» (англ. Along the Saltwise Sea), а третій роман під назвою «У дикі вітряні землі» (англ. Into the Windwracked Wilds) запланований на жовтень 2022 року.
«Сезонні страхи» (англ. Seasonal Fears), другий роман, події якого відбуваються у світі «Мітельшпіль», був опублікований у 2022 році. Макґвайр заявила, що вона хотіла б написати п'ять романів у серії Алхімічні мандри, кожен із яких буде пов'язаний із одним із п'яти алхімічних елементів. «Мітельшпіль», «Сезонні страхи», «Припливні створіння», «Боги чорнильного горщика» (англ. Ink Pot Gods) та неназваний п'ятий роман будуть представляти Вогонь, Землю, Воду, Повітря і Ефір відповідно. Третя книга, «Припливні створіння», вийшла у 2024 році. Четверта книга, «Боги чорнильного горщика», та п'ята книга під назвою «Асфодель» (англ. Asphodel) заплановані до публікації.